# Uganda nos Jogos Olímpicos de Verão de 1956
Uganda competiu nos Jogos Olímpicos de Verão pela primeira vez nos Jogos Olímpicos de Verão de 1956 em Melbourne, Austrália. Enviou três competidores, todos no Atletismo masculino.

## Competidores
- Benjamin Nguda competiu nos 100 metros, onde ganhou sua primeira bateria eliminatória mas foi eliminado na segunda; e nos 200 metros, onde não passou da primeira eliminatória.
- Patrick Etolu competiu no salto em altura, ficando em 12º, com uma altura de 1.96m.
- Lawrence Ogwang competiu no salto em distância, não se classificando para a final; e no salto triplo, onde ficou em 20º com uma distância de 14.72m.

## Ligações Externas
- sports-reference